# Antes de ti
«Antes de ti» es una canción de la cantautora y compositora chilenomexicana Mon Laferte, publicada el 2 de febrero de 2018 en las plataformas digitales. El 4 de mayo se publicó una versión en japonés.
Ambas fueron lanzadas como un sencillo en disco de vinilo 45 rpm, siendo la cara A la versión en español y la cara B en idioma japonés.

## Sobre la canción
Fue escrita y producida por Mon Laferte y Manú Jalil. Nació durante la gira Amárrame Tour en Chile, en 2017, producto de una improvisación entre ambos autores. La cantautora tomó como inspiración la película japonesa Lady Snowblood, de 1973, que trata de una heroína que busca su destino.  Mon Laferte explica: «De repente vino a mi cabeza una melodía como de soundtrack, muy cinematográfica, con violines... Y la canción tiene mucho de eso, de música de película. La visualicé así». Se inspiró también en el recordado cantautor y compositor mexicano  Juan Gabriel, la cantante chilena Cecilia y el cantante y actor español Raphael. Dice que «si me preguntan personalmente, creo que es una búsqueda más bien personal lo de necesitar a alguien a tu lado para ser feliz, y es algo que entendí hace ya bastantes años, pero igual me gusta esta idea romántica de decir ‘yo estaba triste hasta que te conocí’. Juan Gabriel lo dijo al revés en su canción ‘yo estaba feliz hasta que te conocí’, me encanta ese como chantaje emocional que es hermoso, que es una exageración también».
La canción fue presentada en vivo en los conciertos en el Teatro Caupolicán, de la mencionada gira Amárrame Tour del 20 y 21 de junio de 2017, junto a otro tema inédito «Cuando era flor», incluido luego en la versión deluxe del álbum La trenza. Durante su presentación en la edición 2020 del Festival Internacional de la Canción de Viña del Mar, también cantó esta canción. 
Si bien la canción no fue incluida en el álbum La trenza, habiendo sido editada como disco sencillo, la artista consideró su lanzamiento como la despedida de ese álbum.
En mayo publicó una versión de canción cantada en japonés, que viene con un video con las letras en alfabeto japonés y en hepburn, cumpliendo uno de sus sueños de cantar en ese idioma.
El vídeo musical con estética japonesa, fue dirigido por la misma artista, con Catina Alfredo Altamirano como directora de fotografìa.

## Versiones y covers
En Perú, la cantante y exintegrante del grupo tropical femenino Agua Bella, Marina Yafac, imitó a Mon interpretando este tema en la temporada regular del programa de imitaciones peruano Yo soy Perú, como imitadora invitada. Por otra parte, la también cantante Daniela Darcourt cantó a capela esta canción en su cuenta de Facebook, además también interpretó este tema imitando a la artista original en otro programa de televisión. 
En su natal Chile, hay otro reconocido cantante de fama internacional que también hizo una versión de esta canción y de forma acústica, Américo; quien la hizo para su disco-tributo tipo unplugged en homenaje a distintas y reconocidas cantantes femeninas internacionales y a la mujer, Por ellas. Allí interpretó esta canción en el tono original y muy similar al de Mon. 
En Youtube, muchos cantantes y youtubers realizan su versión para esta canción, tales como el chileno Nicolás Álamo, el mexicano Josselo y muchos otros, hicieron un cover con diferentes estilos de este tema.

## Lista de canciones
| Sencillo de 7" Descarga digital |                                    |          |  |
| N.º                             | Título                             | Duración |  |
| 1.                              | «Antes de ti»                      | 4:02     |  |
| 2.                              | «Antes de ti» (versión en japonés) | 4:02     |  |

| Descarga digital |               |          |  |
| N.º              | Título        | Duración |  |
| 1.               | «Antes de ti» | 4:02     |  |

## Posiciones en las listas
| País      | Lista                              | Mejor posición |
| Semanales | Semanales                          | Semanales      |
| --------- | ---------------------------------- | -------------- |
| México    | Monitor Latino (General)           | 13             |
| México    | Monitor Latino (Pop)               | 2              |
| México    | México Español Airplay (Billboard) | 9              |
| Chile     | Monitor Latino (Nacional)          | 2              |
| Ecuador   | National Report                    | 31             |
| Anuales   |                                    |                |
| México    | Monitor Latino (Pop)               | 35             |
| Chile     | Monitor Latino                     | 94             |

## Certificaciones
| País (organismo certificador) | Certificación    | Unidades certificadas |
| ----------------------------- | ---------------- | --------------------- |
| México (AMPROFON)             | 3x Platino + Oro | 210 000               |